# Tempio dell'Ammirazione Divina
Il Tempio dell'Ammirazione Divina (in cinese 崇聖寺T, 崇圣寺S, Chóngshèng SìP) è un importante tempio e monastero buddhista di Dali nella parte occidentale dello Yunnan, in Cina.
Sorge nelle immediate vicinanze della città, verso nord, non lontano dal Lago Erhai e ai piedi dei monti Cangshan.
È molto noto per le sue Tre Pagode risalenti al IX secolo.

## Storia e descrizione

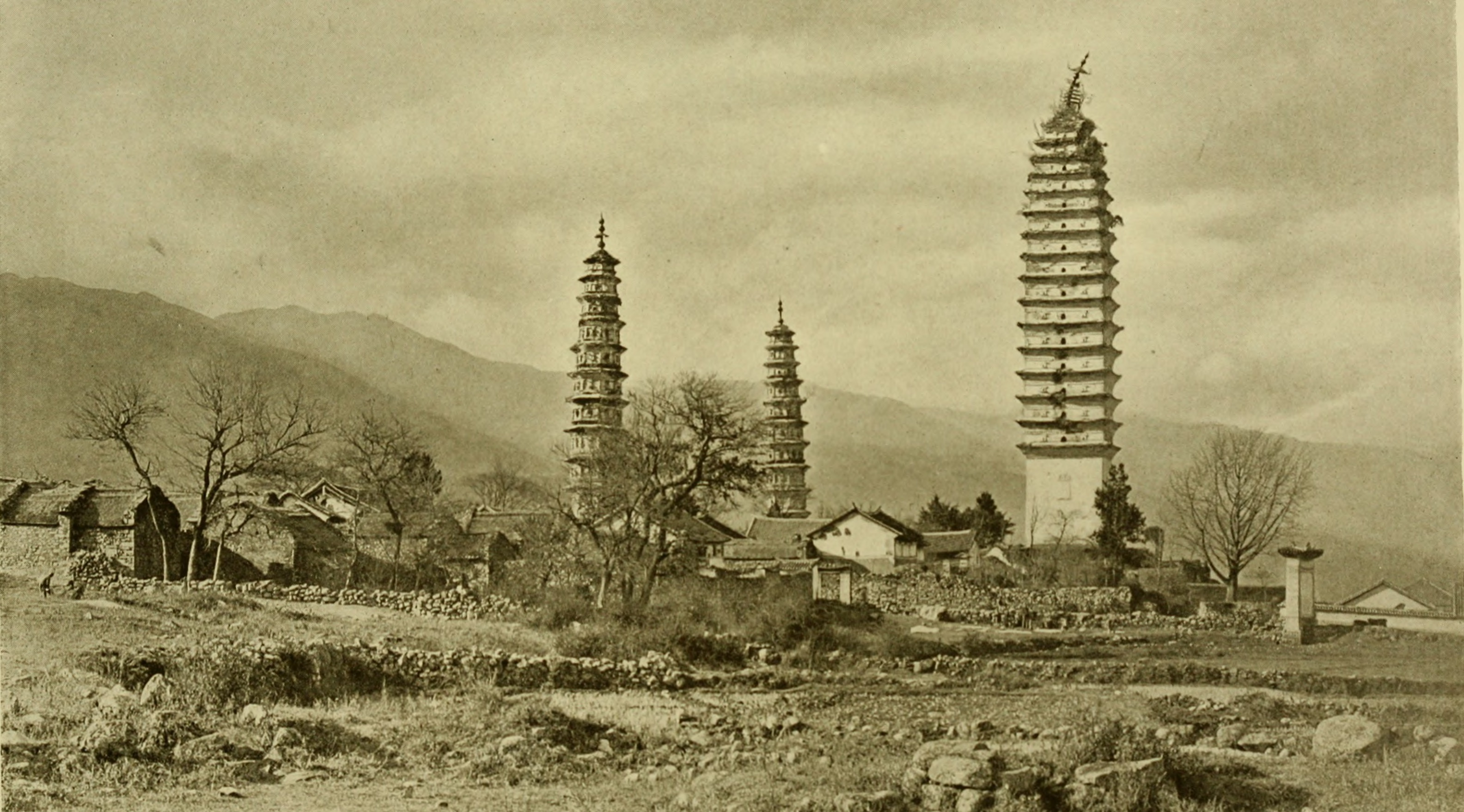
Il tempio nel 1918.

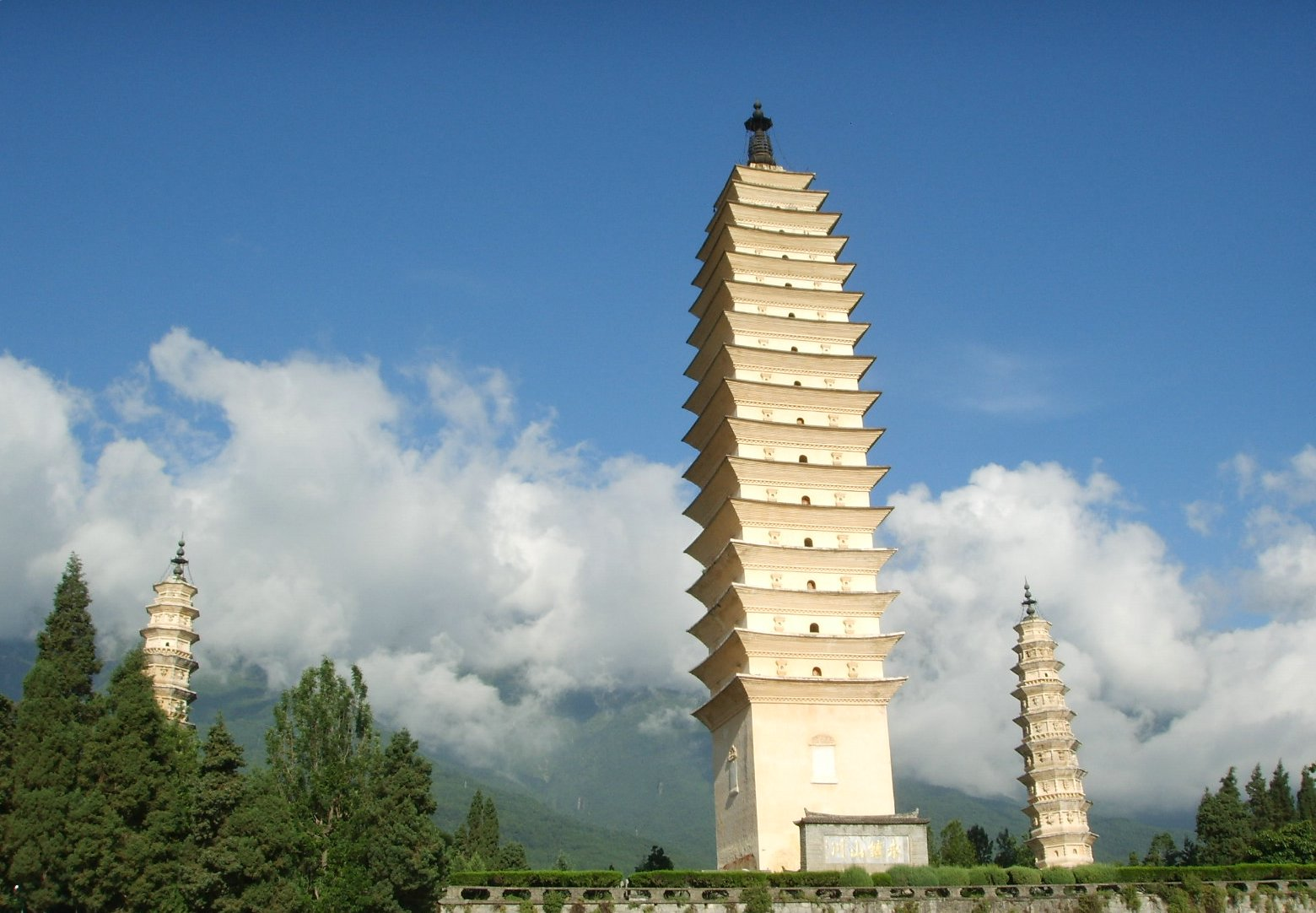
Le Tre Pagode.

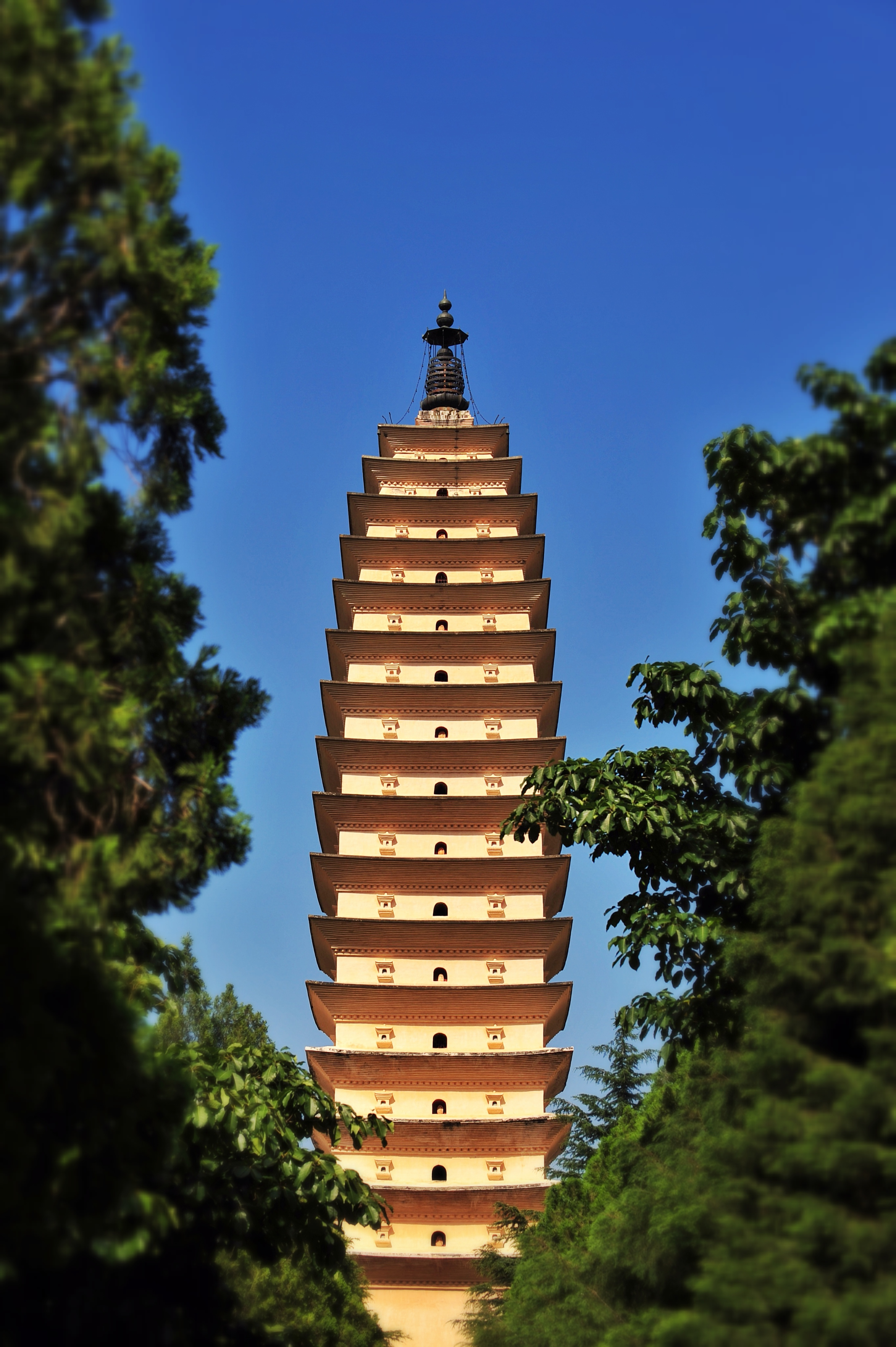
La Pagoda dei Mille Xun.

Il tempio venne fondato nell'825, durante il Regno di Nanzhao. Durante il Regno di Dali il monastero venne ampliato a 890 celle e mostrava 11.400 rappresentazioni del Buddha, 3 padiglioni e 7 edifici.
Il monastero, già danneggiato dall'assedio mongolo, venne distrutto da quello operato dai Qing. 
A partire dal 2005 la città ha intrapreso una grande opera di restauro che oggi ha restituito il complesso al suo aspetto originario, immerso in un lussureggiante giardino tradizionale.

### Tempio delle Tre Pagode
Detto comunemente le Tre Pagode (崇圣寺三塔S, Sān TǎP) è il simbolo del tempio stesso e della città di Dali.
La pagoda centrale, la maggiore, venne eretta nella prima metà del IX secolo da ingegneri provenienti da Chang'an, l'odierna Xi'an, e riflette l'architettura tipica della Dinastia Tang, trovando la sua ispirazione nella Pagoda della Piccola Oca Selvatica. Detta Pagoda dei Mille Xun (Qianxun Ta), si erge su una base quadrata e si sviluppa su sedici piani, aperti da piccole aperture, per un'altezza di 69 metri.
Più lontane, ai lati della torre-pagoda, ve ne sono due, gemelle, minori. Quest'ultime, a base ottagonale, vennero aggiunte nel X secolo, durante le Cinque Dinastie, e con i loro dieci piani arrivano all'altezza di 42 metri.

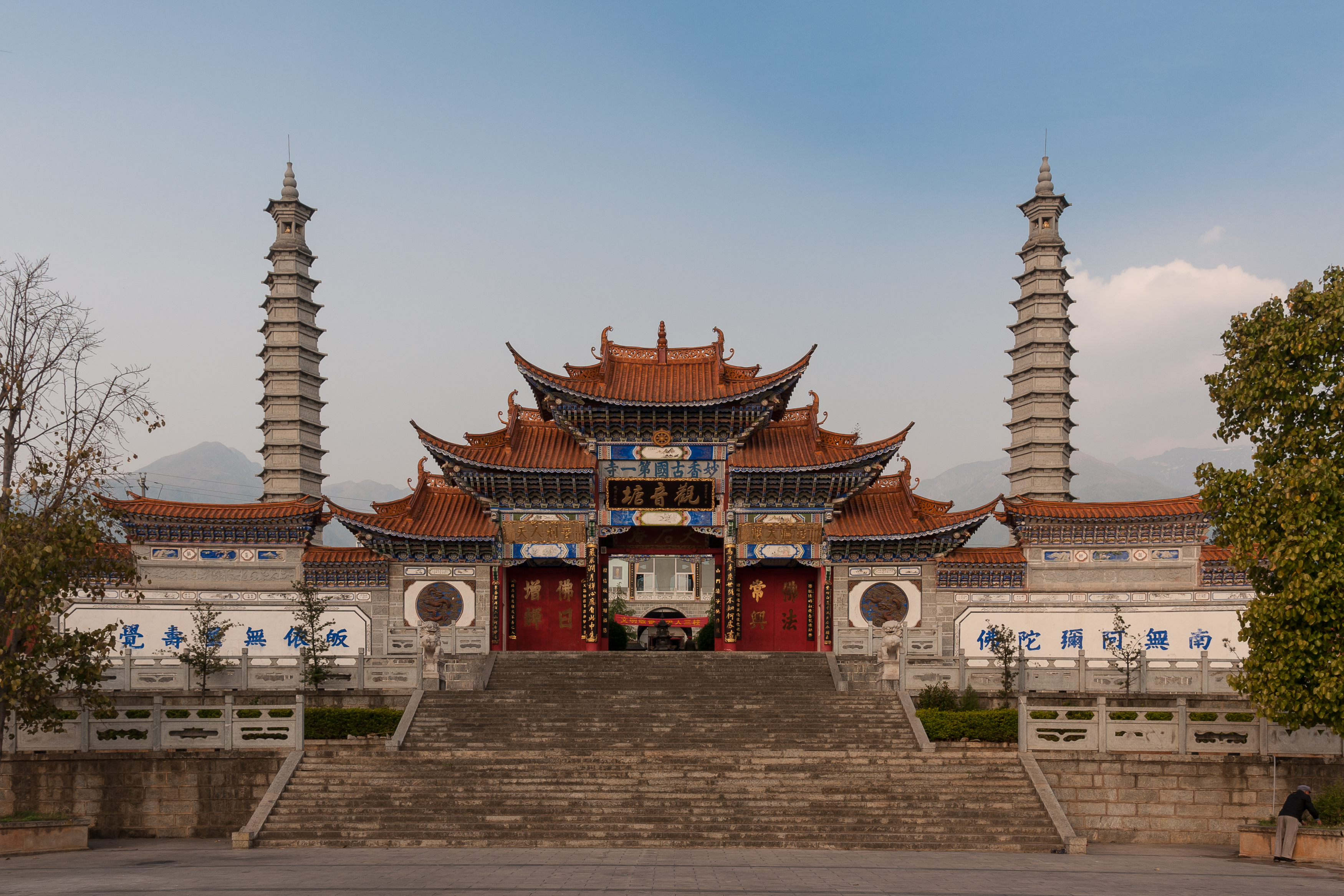
Entrata al Tempio.
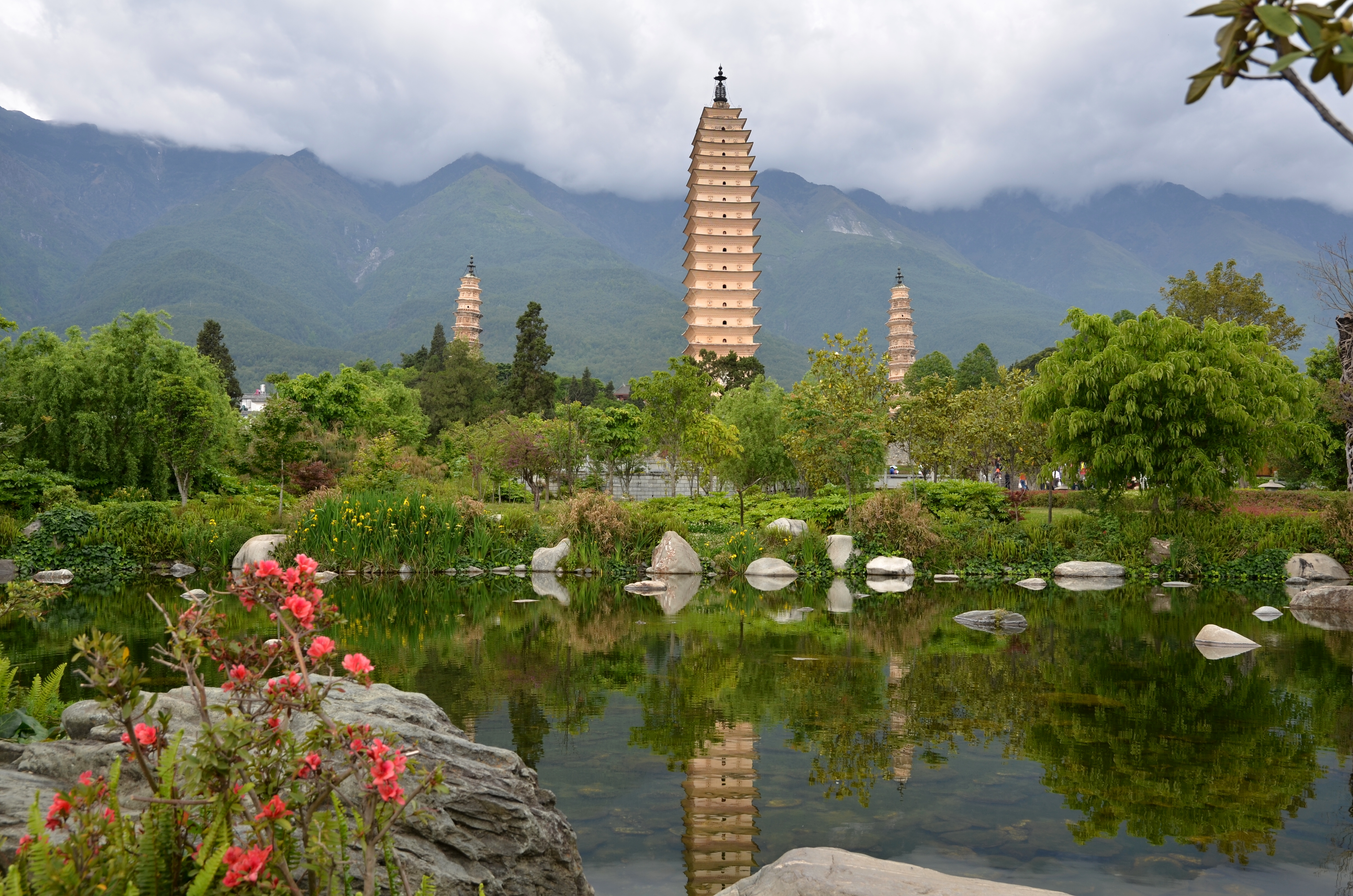
Le Tre Pagode col giardino.
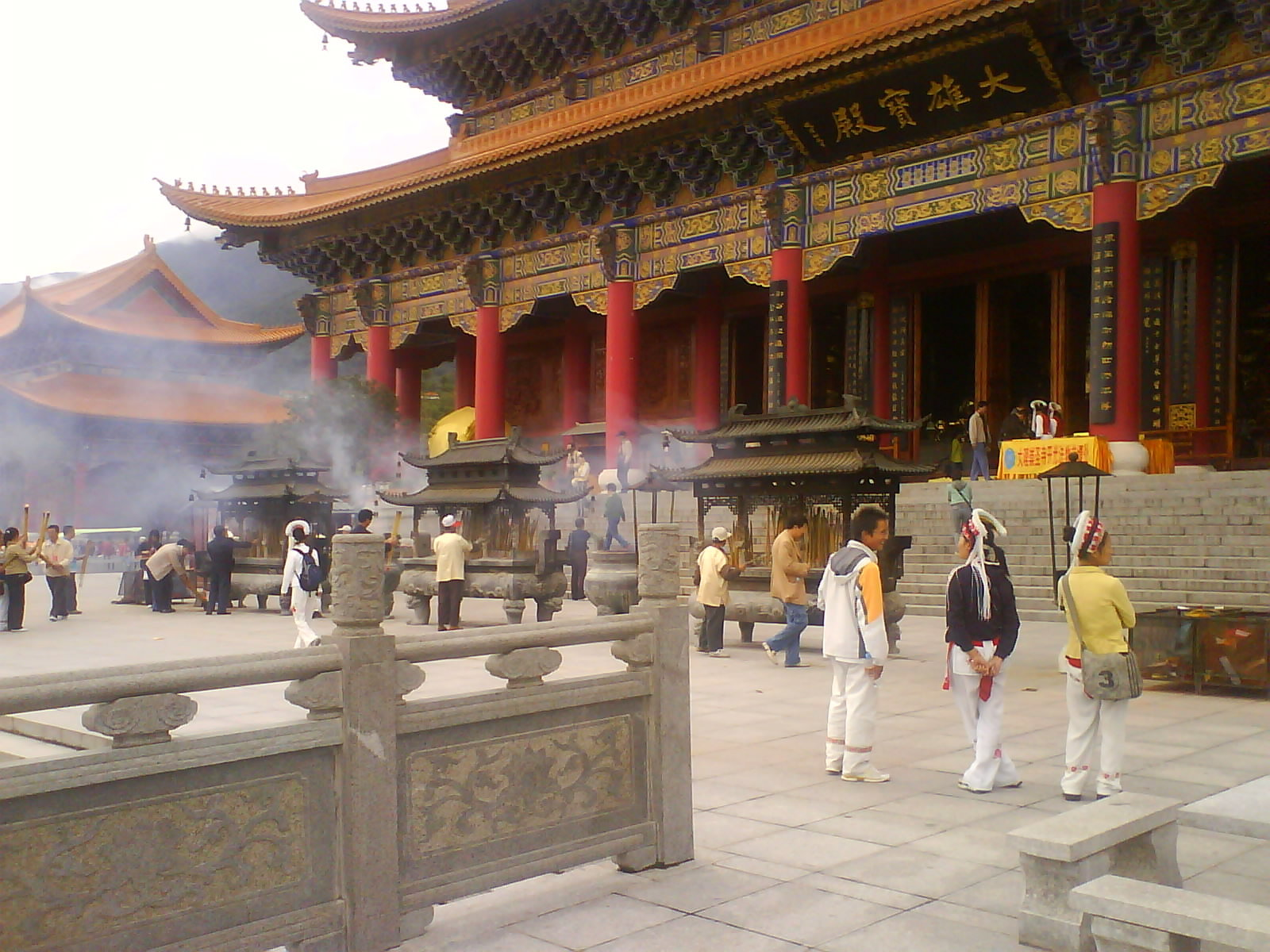
Particolare del Tempio.